# Burgstall Hornstein (Bingen)
Der Burgstall Hornstein bezeichnet eine abgegangene Höhenburg bei dem Ortsteil Hornstein der Gemeinde Bingen im Landkreis Sigmaringen in Baden-Württemberg, in dessen Nähe auch die Burgruine Hornstein liegt.
1989 wurde am Hang dieser nicht mehr genau lokalisierbaren ehemaligen Burganlage, die wahrscheinlich von den Herren von Hornstein erbaut wurde, ein Buckelquader gefunden.